# Ōkido Sanji
Ōkido Sanji (jap. 大城戸 三治; * 1891; † 1976 in der Präfektur Tokio) war ein Generalleutnant des Kaiserlich Japanischen Heeres im Zweiten Weltkrieg.

## Leben
Ōkido Sanji wurde im Dezember 1913 im Rang eines Leutnants in das Kaiserlich Japanische Heer aufgenommen und schloss im November 1924 die Heereshochschule ab. Im Dezember 1925 wurde Ōkido auf einen Posten im Heeresministerium versetzt, auf welchem er bis zum November 1931 blieb. Anschließend wurde er als Lehrer an der Heereshochschule eingesetzt und wurde im August 1932 zum Oberstleutnant befördert, wobei er zum Kaiserlichen Heeresgeneralstab nach Tokyo versetzt wurde. Im August 1936 kam er erneut auf einen Posten im Heeresministerium und wurde wenige Monate später, im September 1936, zum Oberst befördert, worauf er nach China verlegt wurde. In China diente er als Stabsoffizier in der 3. Division unter General Teshima Fusatarō und wurde anschließend nach Nanjing verlegt, wo er als Militärattaché in der japanischen Botschaft diente. Bis Januar 1938 war er auf verschiedenen Stabsstellen, unter anderem bei der Regionalarmee Nordchina und der Kwantung-Armee eingesetzt, bevor er im Februar 1938 das Kommando über die Truppen des 76. Regiment übernahm. 1939 wurde er zum Generalmajor befördert und kommandierte die 29. Brigade, bevor er bis 1942 in Tokyo in der Geheimdienstabteilung des Kaiserlich Japanischen Heeres diente.
Nach einer Beförderung zum Generalleutnant im März 1942 wurde Ōkido als Befehlshaber der 22. Infanteriedivision in China eingesetzt, und ab November 1942 war er Stabschef der Regionalarmee Nordchina. Dort plante er im Januar 1944 die Operation Ichi-gō, bei der im Herbst 1944 große Teile Südchinas erobert werden konnten. Für diese Erfolge wurde Ōkido im März 1945 zum Profosmarschal befördert und diente wieder in Tokyo bei der Militärpolizei. Am 2. September 1945, dem Kapitulationstag Japans erhielt er von Heeresminister Anami Korechika den Befehl, alle Offiziere die nicht die Waffen abgaben oder sich der Kapitulation widersetzten, sofort festzunehmen. Er wurde von den amerikanischen Besatzungstruppen als Kriegsverbrecher festgenommen, wurde aber im Februar 1946 als unschuldig befunden und im März entlassen. Er starb 1967 in Tokyo.